# Stary cmentarz żydowski w Lublinie

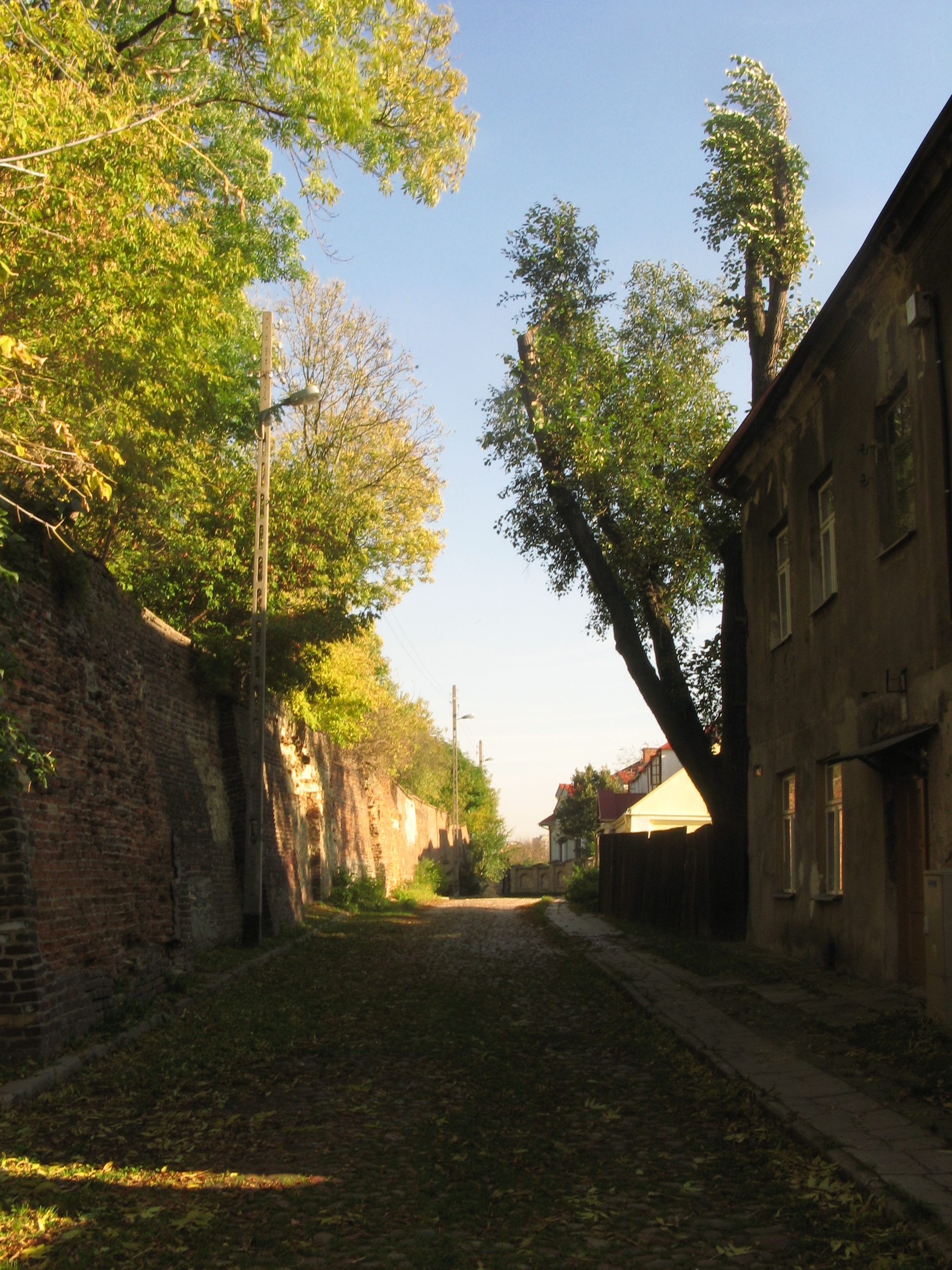
Mur starego cmentarza żydowskiego przy ul. Siennej

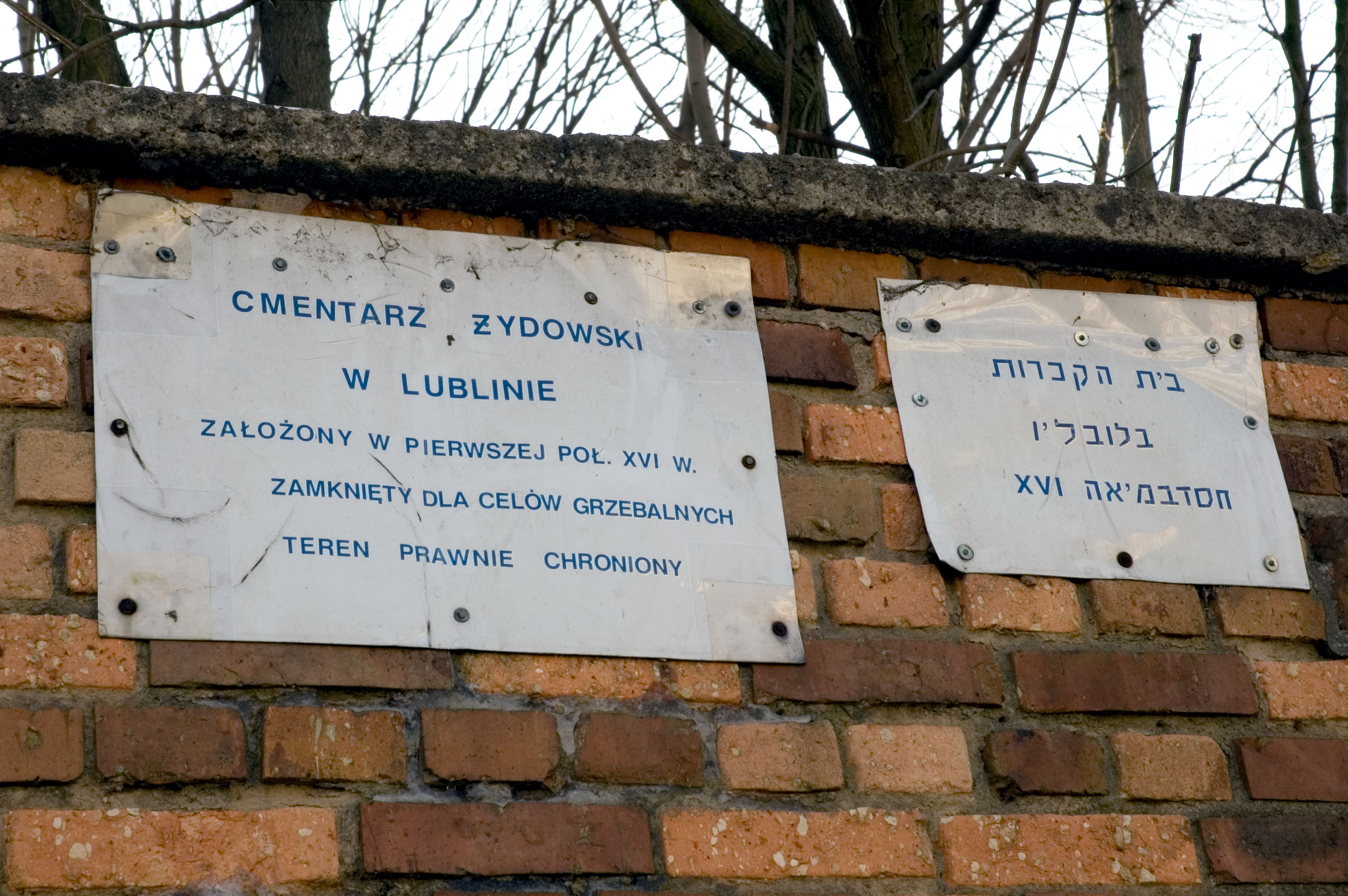
Tabliczki informacyjne

Stary cmentarz żydowski w Lublinie – najstarszy cmentarz żydowski w Lublinie i jeden z najstarszych cmentarzy żydowskich w Polsce. Znajdujące się tam macewy stanowią jedne z najcenniejszych zabytków żydowskich Polski i Europy. Cmentarz zajmuje powierzchnię ok. 1 ha, znajduje się na nim ponad 60 macew, z których najstarsza pochodzi z 1541.

## Położenie
Stary cmentarz żydowski w Lublinie jest jedynym z kilku zachowanych fizycznych śladów wielowiekowej obecności Żydów w tym mieście. Umiejscowiony jest na wzniesieniu, które nosi nazwę Grodzisko, znajdującym się między ulicą Floriańską i Kalinowszczyzną, zaraz obok kościoła Salezjanów. Ze wzgórza rozpościera się widok na Stare Miasto.

## Historia cmentarza
Cmentarz został prawdopodobnie założony w 1541 roku, choć inne źródła mówią o wiele wcześniejszych datach. Pierwsza pisemna wzmianka o cmentarzu pochodzi z 1555 roku, kiedy to wydano przywilej gwarantujący Żydom możliwość dokonywania pochówków na tym terenie.
Cmentarz w związku z założeniem nowego cmentarza żydowskiego oraz brakiem miejsc został zamknięty w 1830 roku i w tym samym roku odbył się ostatni oficjalny pochówek. Mimo zamknięcia do początków XX wieku odbyło się jeszcze kilka legalnych i nielegalnych pogrzebów. Cała nekropolia jest otoczona wysokim, siedemnastowiecznym murem. Podczas I wojny światowej prawie wszystkie drewniane macewy zostały spalone przez żołnierzy rosyjskich.
Po odzyskaniu niepodległości przez państwo polskie na cmentarzu dokonano kilku dewastacji. W 1939 roku na cmentarzu prawdopodobnie mogło się znajdować do 3000 macew. Podczas II wojny światowej Niemcy doszczętnie zdewastowali cmentarz, a macew używali m.in. do utwardzania i brukowania dróg. Po okresie wojennym pozostały jeszcze leje po bombach oraz na niektórych macewach dziury po pociskach.
Po zakończeniu wojny ówczesne władze komunistyczne miasta zaniedbały nekropolię. Doszło do kilkunastu dewastacji oraz kradzieży. W latach 80. Towarzystwo Opieki nad Pamiątkami Kultury Żydowskiej w Lublinie przeprowadziło prace porządkowe i inwentaryzację cmentarza. W okresie 1988–1991 doszło do kilkukrotnych aktów wandalizmu, w których zostało zniszczonych 40 nagrobków.
Mimo że cmentarz jest wpisany do rejestru zabytków, nie jest ogólnodostępny dla turystów. Jest otwierany na specjalne okazje oraz dla zorganizowanych wycieczek. Wieloletnim opiekunem cmentarza był Józef Honig, zmarły w 2003 roku.
Wiosną 2007 roku nieznani wandale zrobili dziurę w otaczającym kirkut ceglanym murze, a w czerwcu złodzieje ukradli aluminiowe elementy konstrukcji zabezpieczającej ohel Widzącego z Lublina. Nie doszło jednak do zniszczenia samej macewy.

## Nagrobki

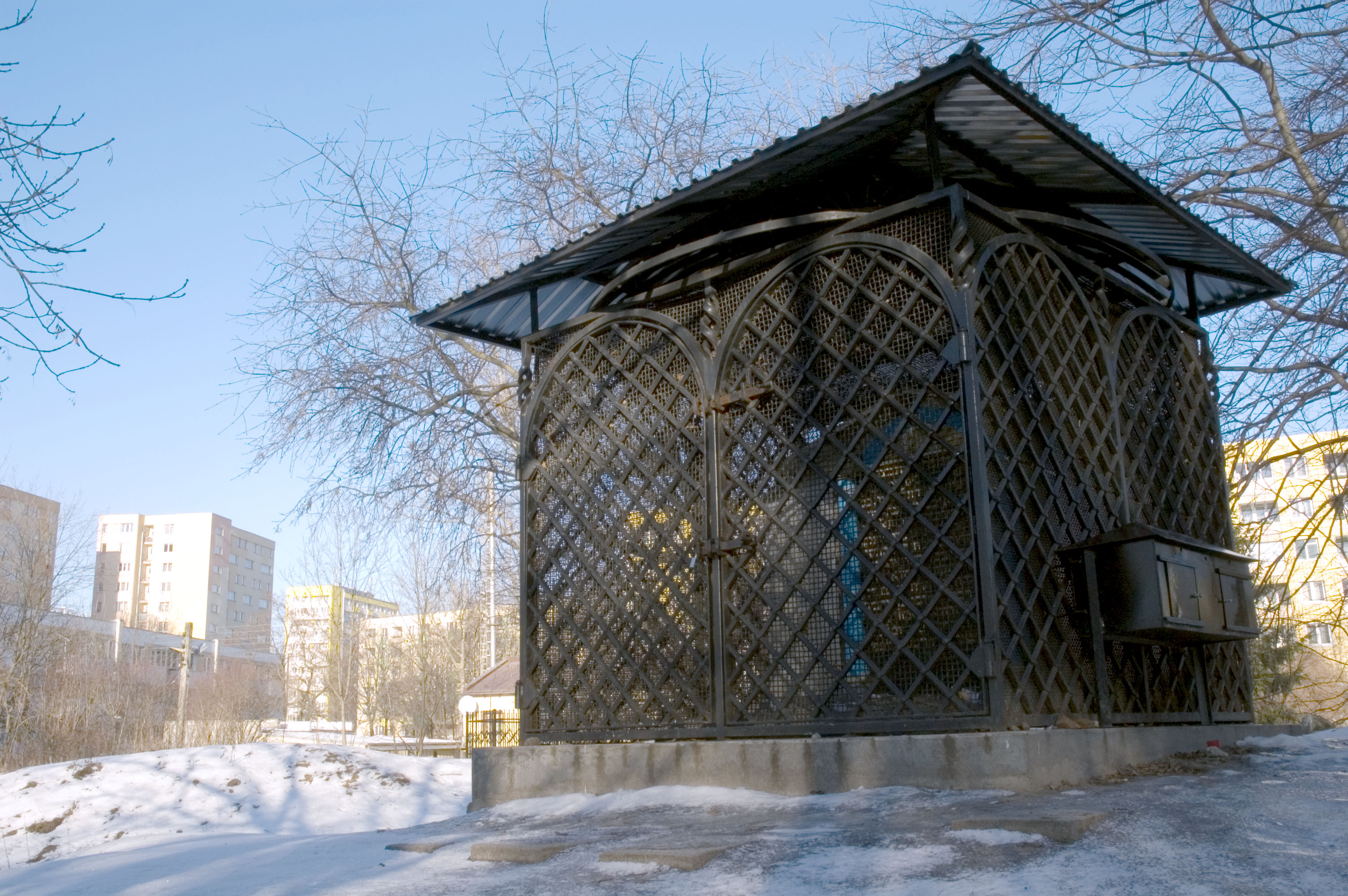
Ohel Widzącego z Lublina

Na kirkucie znajduje się 60 macew. Najstarsza pochodzi z 1541 roku i należy do znanego talmudysty i rabina Jakuba ha-Lewi Kopelmana. Jego nagrobek jest najstarszym zachowanym nagrobkiem żydowskim znajdującym się bez przerwy na swoim pierwotnym miejscu. Większość nagrobków, mierzących od kilkudziesięciu centymetrów, do nawet 2 metrów wysokości, wykonanych jest z kamienia lub piaskowca. Zakończone są najczęściej płasko lub półkoliście. Na cmentarzu są pochowani wybitni przedstawiciele lubelskiej społeczności żydowskiej. Wielu z nich posiada monumentalne i bogato zdobione nagrobki, ale zdarzają się macewy bez zdobień, które mają świadczyć o skromności tam spoczywającego. Należą do nich:
- Dwie skromne, prostopadłościenne kamienne macewy, wyłącznie z inskrypcjami hebrajskimi, należące do Abrahama syna Uszaja, zmarłego w 1543 roku oraz Chany zmarłej w 1552 roku.
- Ohel cadyka Jakuba Icchaka Horowitza-Szternfelda, zwanego Widzącym z Lublina. Jest to grobowiec zbudowany z metalowych krat na planie kwadratu i jest nakryty okrągłym dachem, na którym spoczęło nowsze, kwadratowe zadaszenie. Jakub Horowitz zmarł w 1815 roku.
- Skromna, sięgająca dwóch metrów, prostopadłościenna macewa należąca do rabina i talmudysty Szaloma Szachny, zmarłego w 1558 roku. Ów nagrobek został wykuty w kamieniu w XIX wieku.
- Częściowo zrekonstruowana, XIX-wieczna macewa, należąca do rabina i rektora Salomona Lurii, zwanego Maharszalem, zmarłego W 1573 roku.
- Macewa z wyrzeźbioną Artemis z łukiem, Abrahama ben Chaima, prezesa Sejmu Czterech Ziem, zmarłego w 1762 roku.
- Macewa sławnego talmudysty Jehudy Lejbela ben Meira Aszkenazego, zmarłego w 1597 roku.
- Nagrobek rabina Cwi-Hirsza ben Zacharia Mendela, zmarłego w 1690 roku.
- Nagrobek rabina Icchaka Ajzyka Segala, zmarłego w 1735 roku.
- Macewa rabina Israela ha-Lewi Horowica, zwanego Eisenkopf, zmarłego w 1819 roku.
- Przestrzelona pociskiem macewa Dawida Tewela.

Do dziś nie zachował się nagrobek rabin Meira ben Gedalii, zmarłego w 1616 roku.

### Symbolika
Macewy znajdujące się na starym cmentarzu żydowskim w Lublinie w większości są bogato zdobione. Ornamenty odnajdowane na nagrobkach mówią wiele o zmarłych spoczywających pod nimi. Motywy najczęściej pojawiające się na macewach:
- korona – symbol wieloznaczny, używany w celu ukazania szacunku zmarłemu, jako uczonemu w piśmie lub będącemu głową rodziny bądź też jakiejś większej społeczności.
- lew – oznacza osobę o imieniu Jehuda Arie lub Lejb (odpowiednio w hebrajskim i jidysz – lew), albo też kogoś niezwykle silnego lub odważnego.
- dłoń lejąca wodę z dzbana – na grobach osób z rodu Lewiego, obmywających dłonie kapłana przed nabożeństwem.